# Иванов, Владислав Дмитриевич (боксёр)
Владислав Дмитриевич Иванов (род. 2 апреля 1999, Люберцы, Московская область, Россия) — российский боксёр-любитель, выступающий в тяжёлой весовой категории.
Мастер спорта России международного класса, член национальной сборной России, серебряный призёр чемпионата России (2019), чемпион Европы среди молодёжи U-22 (2019), чемпион Европы среди юниоров (2017), бронзовый призёр чемпионата мира среди кадетов (2015) в любителях.

## Любительская карьера
Занимается боксом с 7 — 8 лет. Воспитанник комплексной детско-юношеской спортивной школы Люберецкого района.
В сентябре 2015 года в Санкт-Петербурге (Россия) стал бронзовым призёром чемпионата мира по боксу среди кадетов («старших юношей», 15—16 лет).
В октябре 2017 года в Анталии (Турция) стал чемпионом на первенстве Европы по боксу среди юниоров (17—18 лет).
В октябре 2018 года участвовал на взрослом чемпионате России в Якутске, где в четвертьфинале соревнований проиграл Ивану Сагайдаку — который в итоге стал бронзовым призёром чемпионата России 2018 года.
В марте 2019 года во Владикавказе (Россия) стал чемпионом Европы среди молодёжи (19—22 лет) в категории до 91 кг, в финале победив англичанина Льюиса Уильямса.
В ноябре 2019 года стал серебряным призёром в категории до 91 кг на чемпионате России в Самаре, где в полуфинале по очкам победил Сергея Слободяна, но в финале проиграл Ивану Сагайдаку.

## Спортивные результаты

### В любителях
- Чемпионат мира среди кадетов 2015 — ;
- Чемпионат Европы среди юниоров 2017 — ;
- Чемпионат Европы среди молодёжи (U-22) 2019 — ;
- Чемпионат России по боксу 2019 — ;